# Lew Genrichowitsch Schnirelman

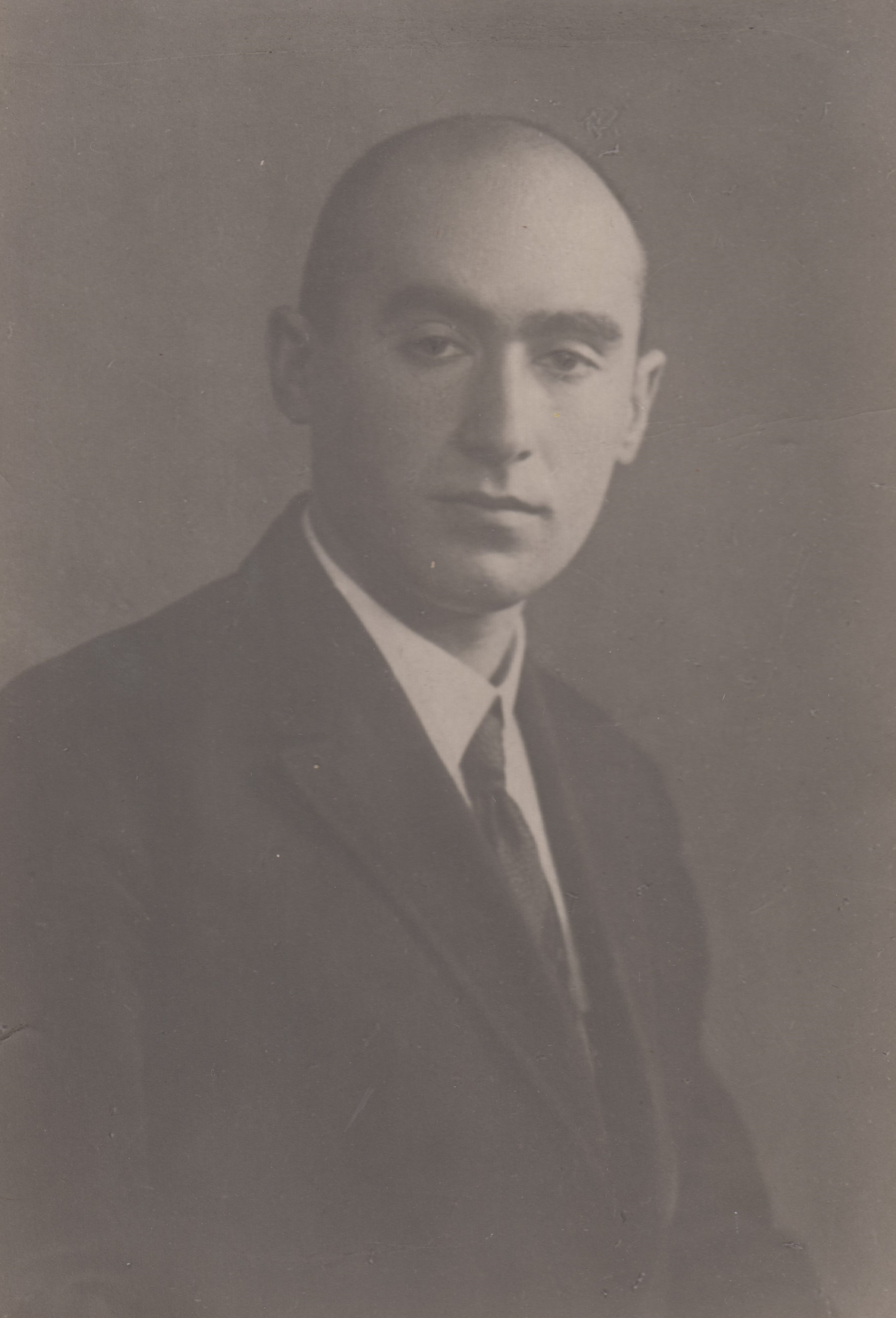
L. G. Schnirelman

Lew Genrichowitsch Schnirelman (auch Schnirelmann; russisch Лев Генрихович Шнирельман; * 2. Januarjul. / 15. Januar 1905greg. in Gomel; † 24. September 1938 in Moskau) war ein sowjetischer Mathematiker, der sich mit additiver Zahlentheorie und Differentialgeometrie beschäftigte.
Schnirelmann war Sohn eines Lehrers, zeigte früh mathematische Begabung und begann schon 1921 mit dem Mathematikstudium an der Lomonossow-Universität in Moskau, wo er bei Alexander Chintschin, Pavel Urysohn und Nikolai Lusin hörte. 1929 lehrte er Mathematik am Polytechnischen Institut in Nowotscherkassk. 1930 war er wieder an der Universität Moskau und 1931 an der Universität Göttingen bei Edmund Landau. 1933 wurde er als Korrespondierendes Mitglied in die Sowjetische Akademie der Wissenschaften gewählt und lehrte ab 1934 an deren Mathematischem Institut. 1935 wurde er zum Leiter des neugegründeten Lehrstuhls für Zahlentheorie an der Fakultät für Mathematik und Mechanik der Lomonossow-Universität berufen. 1938 beging Schnirelman Suizid (so Lew Pontrjagin in seinen Erinnerungen). Unmittelbar zuvor war er zu einem Verhör des NKWD geladen worden.
Mit Lasar Ljusternik arbeitete er Ende der 1920er Jahre über topologische Methoden in der Variationsrechnung, wobei sie unter anderem das Problem von Poincaré über die Existenz von mindestens drei geschlossenen geodätischen Kurven auf konvexen geschlossenen Flächen im dreidimensionalen Raum lösten. Zuvor hatte George David Birkhoff, dessen Methoden sie verallgemeinerten, die Existenz einer Geodätischen gezeigt. Das dadurch eröffnete Arbeitsfeld wird als Ljusternik-Schnirelmann-Theorie bezeichnet (in der Topologie sind nach beiden die Lusternik-Schnirelmann-Kategorien abgeschlossener Mengen benannt). Von Schnirelman stammen einige der ersten Ergebnisse zur Toeplitz-Vermutung.
Wegweisend waren auch seine Arbeiten zur additiven Zahlentheorie, wo er die Schnirelmann-Dichte einführte und damit einen Satz in Richtung der Goldbachschen Vermutung bewies: Jede natürliche Zahl ist die Summe von weniger als 21 Primzahlen (Mathematische Annalen 1933 und Vortrag auf dem Deutschen Mathematikerkongress 1931). Nach der Goldbachschen Vermutung (deren Beweis das Ziel von Schnirelmann war) reichen maximal drei Primzahlen.